# Universidad de Auburn en Montgomery
La Universidad de Auburn en Montgomery (AUM) es una universidad pública en Montgomery, Alabama. Establecido por una ley de la Legislatura de Alabama en 1967, está gobernado por la Junta Directiva de la Universidad de Auburn como miembro del sistema de la Universidad de Auburn. AUM ofrece más de 90 programas de estudio que conducen a títulos de licenciatura, maestría, especialista y doctorado. A 2018, la universidad matriculó a más de 5.200 estudiantes. 

## Historia
AUM se estableció en 1967 mediante la Ley 403 de la Legislatura de Alabama.  Los 500 acres de tierra sobre los que está construido fueron adquiridos por la familia McLemore, descendientes de James McLemore, que poseía 7000 acres de tierra cultivada primero por personas esclavizadas, luego por aparceros y agricultores arrendatarios.  En marzo de 1968, el Dr. H. Hanly Funderburk, Jr., fue nombrado vicepresidente y administrador en jefe de la universidad recién creada. AUM abrió sus puertas en septiembre de 1969 con casi 600 estudiantes en el antiguo Centro de Extensión de Alabama en Bell Street, al lado de Maxwell AFB. Dos años más tarde, la universidad se trasladó a un 500 acres (2 km²)  campus en el tramo de McLemore Plantation, 7 millas (11,3 km) al este del centro de Montgomery. Los dos primeros edificios del campus fueron el edificio de Administración/Biblioteca y Goodwyn Hall con aulas y oficinas de profesores. 
AUM ha sido acreditada por la Comisión de Universidades de la Asociación de Colegios y Escuelas del Sur (SACSCOC) como una institución operativamente separada de la Universidad de Auburn desde 1978. 

## Académica

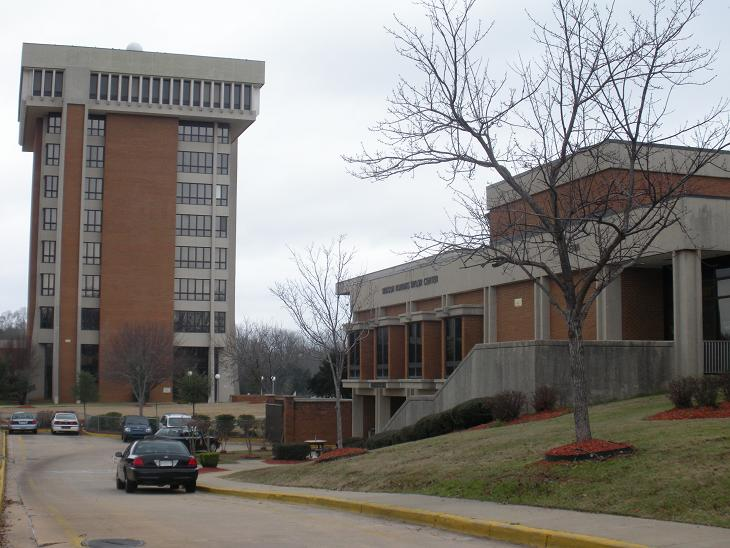
Torre de la biblioteca Ida Belle Young (izquierda) y Taylor Center (derecha).

La Universidad de Auburn en Montgomery obtuvo el reconocimiento de US News & World Report y Princeton Review por la calidad de sus programas académicos en 2018. US News clasificó a AUM en el puesto 22 entre las universidades regionales del Sur por la calidad de su enseñanza de pregrado y en el 38 entre las universidades públicas integrales del Sur.
Para el año académico 2018-19, AUM inscribió a 4.632 estudiantes de pregrado y 579 estudiantes de posgrado. El alumnado es 65 por ciento femenino y 34 por ciento masculino. El cuarenta y cinco por ciento de los estudiantes son blancos, el 40 por ciento son negros, el 2 por ciento son asiáticos, el 1 por ciento son hispanos y el 5 por ciento son estudiantes internacionales. AUM comprende cinco facultades (Negocios, Educación, Enfermería y Ciencias de la Salud, Artes Liberales y Ciencias Sociales, y Ciencias) que ofrecen programas de licenciatura, maestría y especialización. Las licenciaturas más populares otorgadas son administración de empresas, enfermería, artes liberales, biología, educación primaria y educación secundaria. Los programas de enfermería y ciencias de laboratorio médico de la universidad cuentan con tasas de colocación de más del 90 por ciento. AUM ofrece un programa de doctorado conjunto con la Universidad de Auburn en Administración Pública y ahora ofrece un título de Doctor en Práctica de Enfermería.
AUM tiene un programa de educación continua que inscribe a más de 10.000 estudiantes anualmente. Los planes de estudio de educación continua incluyen programas de certificación, educación corporativa, educación comunitaria, capacitación en informática, idiomas (incluido el inglés como lengua extranjera o segunda lengua), capacitación en línea y programas para jóvenes.
La Facultad de Negocios de AUM se encuentra entre el 5% de las mejores escuelas de negocios del mundo, según lo acredita la Asociación para el Avance de las Escuelas Universitarias de Negocios Internacionales, y fue calificada como "Mejor Escuela de Negocios" por The Princeton Review . 

## Ciclo de conferencias
Las conferencias anuales incluyen las Conferencias Durr (desde 1992), que llevan el nombre de Clifford y Virginia Durr, abogados de Montgomery y activistas de derechos civiles;  y las Conferencias Ingram (desde 1989),  llamadas así en honor a Robert Ingram, destacado analista político y periodista. 

## Vida de estudiante

### Alojamiento
AUM ofrece residencias estilo apartamento con planos de planta que incluyen hasta cuatro dormitorios. La vivienda se divide en cuatro comunidades: P40 Place, The Courtyards, The Commons y Warhawk Hall. P40 Place, que se inauguró en el otoño de 2016, lleva el nombre del avión P-40 Warhawk de la era de la Segunda Guerra Mundial que sirvió de inspiración para la mascota Curtiss The Warhawk de AUM. La residencia Courtyards se inauguró en el otoño de 1979 y se compone de siete edificios de dos pisos.  En 2003, se inauguró el complejo de ocho pisos conocido como The Commons, que cuenta con suites privadas de 4 dormitorios,  y en el otoño de 2013, se inauguró Warhawk Hall. Aproximadamente entre el 10 y el 15 por ciento de los estudiantes de AUM viven en el campus durante el año escolar regular.

## Atletismo
Los equipos atléticos de Auburn-Montgomery (AUM) se llaman Warhawks. La universidad es miembro del nivel de División II de la Asociación Nacional de Atletismo Colegiado (NCAA), y compite principalmente en la Conferencia Sur del Golfo (GSC) como miembro provisional desde el año académico 2017-18 (que alcanzó el estatus de miembro pleno D-II). en 2019-20). Los Warhawks compitieron previamente como Independiente NCAA D-II durante el año escolar 2016-17; y en la Conferencia Atlética de los Estados del Sur (SSAC; anteriormente conocida como Conferencia Georgia-Alabama-Carolina (GACC) hasta después del año escolar 2003-04) de la Asociación Nacional de Atletismo Intercolegial (NAIA) de 1999-2000 a 2015-16.
AUM compite en 11 deportes universitarios interuniversitarios: los deportes masculinos incluyen béisbol, baloncesto, campo a través, fútbol y tenis; mientras que los deportes femeninos incluyen baloncesto, campo a través, fútbol, sóftbol, tenis y voleibol.

### Historia
AUM participó en la NAIA durante aproximadamente 30 años. Sin embargo, AUM ha explorado habitualmente una posible participación futura en la División II de la NCAA. AUM fue aceptado en el proceso de membresía de la División II de la NCAA el 12 de julio de 2013, pero la decisión fue revocada el 26 de julio de 2013.  Se esperaba que AUM se uniera a la Conferencia Peach Belt en 2014-15, pero aparentemente esto quedará a un lado con la negativa de la NCAA a admitir la escuela.  Sin embargo, la escuela volvió a presentar su solicitud y fue aprobada para comenzar el proceso de membresía de tres años de la División II el 17 de julio de 2015 y comenzará la transición a partir de la temporada 2015-16, mientras se une a la Conferencia del Sur del Golfo para todos los deportes efectivos en la temporada 2017-18. 

### Apodo
El 18 de agosto de 2011, AUM cambió oficialmente el nombre de sus equipos deportivos de Senators a Warhawks.

### Logros
Mientras participaban en la NAIA, los equipos de AUM ganaron 25 campeonatos nacionales, 14 por el equipo de tenis femenino (1992, 1999, 2000, 2001, 2004, 2005, 2006, 2007, 2008, 2009, 2011, 2012, 2013, 2015), nueve por el equipo de tenis masculino (1987, 1995, 1996, 2002, 2004, 2006, 2007, 2008, 2010) y campeonatos consecutivos más recientes por el equipo de softbol (2014, 2015). Además, 22 equipos terminaron como subcampeones nacionales. Individualmente, un estudiante-atleta fue nombrado miembro de un equipo NAIA All-America 451 veces y 135 veces un estudiante-atleta fue seleccionado como Académico-Atleta NAIA por su trabajo en el aula. En 32 ocasiones, un entrenador en jefe de AUM fue seleccionado Entrenador Nacional del Año. Los equipos de AUM han ganado 107 campeonatos de conferencia o distrito combinados y han realizado 107 apariciones en el Torneo Nacional NAIA.

## Gente notable
- Tarana Burke, activista de derechos civiles y fundadora del movimiento "Me Too" (especializada en ciencias políticas en AUM)
- Larry Chapman, ex entrenador de baloncesto de la Universidad de Auburn en Montgomery
- Amir Eshel, general israelí
- Hanley Funderburk, ex administrador jefe de la Universidad de Auburn en Montgomery
- Orlando Graham, exjugador de baloncesto profesional
- Alan Gribben, académico de Mark Twain y profesor jubilado de AUM
- Perry O. Hooper, Jr., miembro republicano de la Cámara de Representantes de Alabama por Montgomery (1984-2003)
- John E. Hyten, general de la Fuerza Aérea de EE. UU. y jefe del Comando Estratégico de EE. UU.
- James L. Jamerson, general, ex subcomandante en jefe del Comando Europeo de los Estados Unidos (MBA, 1972)
- Terry Lathan, presidente del Partido Republicano de Alabama
- Q. V. Lowe, ex entrenador de béisbol de AUM y exentrenador asistente de los Cachorros de Chicago
- Richard Marcinko, autor y ex comandante de los SEAL de la Marina de EE. UU.
- Jessica Mosa, músico
- Masego Ntshingane, exmiembro de la selección nacional de fútbol de Botsuana
- Blake Percival, denunciante
- Jack Rabin, académico de administración pública
- Stephanie Reynolds, cofundadora de HIP Haití, una organización sin fines de lucro
- Michael Ritch, exjugador de la Major League Soccer del Columbus Crew
- William A. Roosma, general de división del ejército de EE. UU., MA y MS, 1977 [12] [13]
- Michael Simmons, clérigo anglicano y profesor de historia
- Octavia Spencer, actriz
- Khalid bin Sultan, miembro de la familia real saudita y exfuncionario de defensa
- Brandon Taylor, novelista y autor de Real Life
- Barbara Wiedemann, poeta y profesora de inglés jubilada